# Autostrada A28 (Italia)
L'autostrada A28 ha origine a Portogruaro dall'autostrada A4, passa per la città di Pordenone e dopo un percorso di poco più di 40 km termina a Conegliano sull'A27. Il suo completamento ha richiesto ben 38 anni, per problemi legati all'impatto ambientale. Sono obbligatorie le dotazioni invernali dal 15 novembre al 15 aprile su tutta la tratta.

## Storia

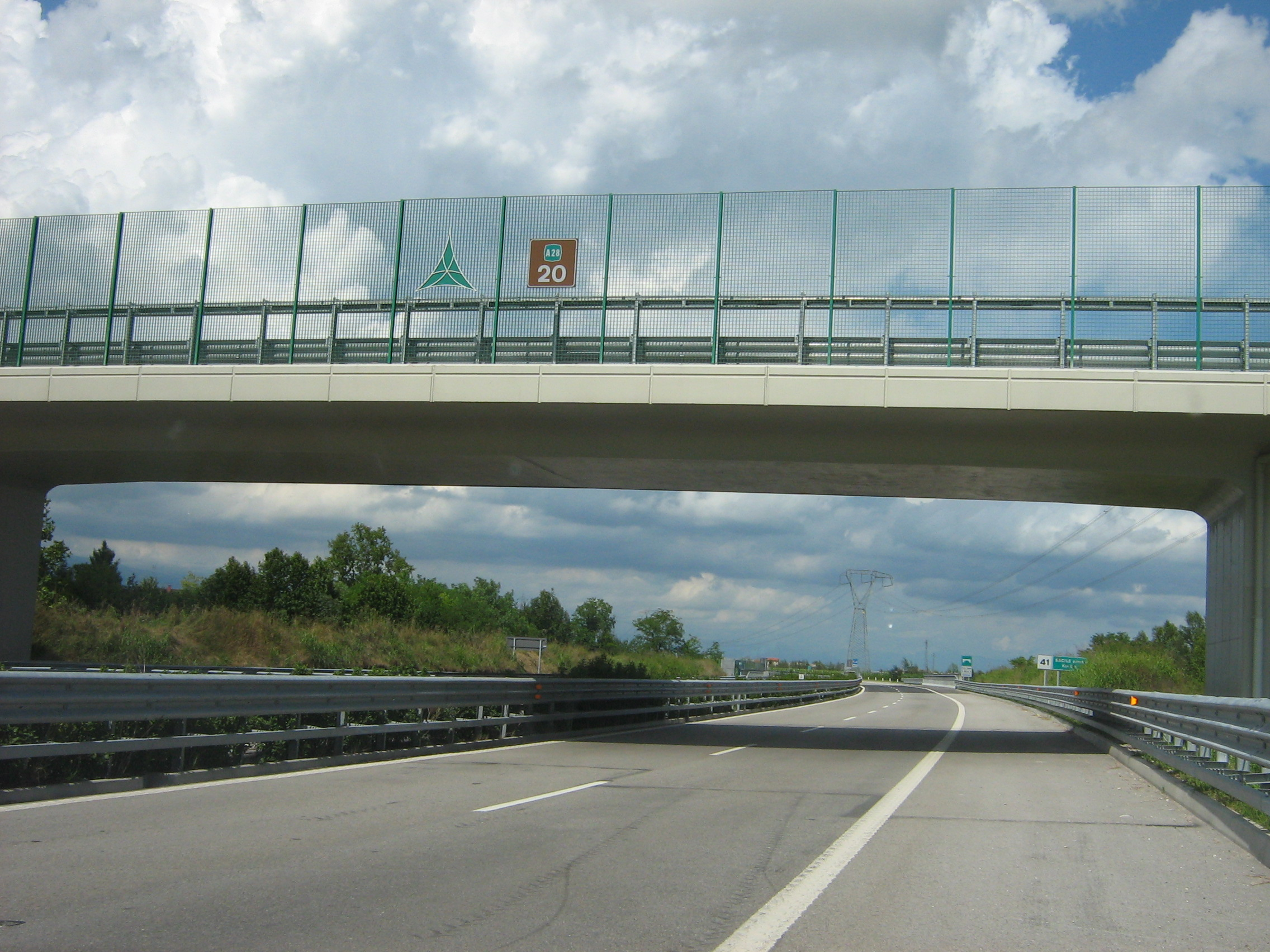
L'A28 al km 41 in direzione A4

Nel 1950, quando fu assegnata la costruzione della A4 Venezia-Trieste ad Autovie Venete, la concessione era per costruire e gestire l’autostrada Venezia - Palmanova - Trieste con diramazione Palmanova - Udine per 147 chilometri complessivi, mentre era previsto di collegare gli altri due capoluoghi di provincia Gorizia e Pordenone attraverso una strada a 4 corsie senza standard autostradali.
Poco dopo il completamento della Venezia-Trieste e del raccordo Villesse-Gorizia, nel 1970, Autovie Venete propose un tracciato diverso ipotizzato in precedenza: al posto del raddoppio della SS 251 a 4 corsie senza corsia di emergenza, era infatti stato presentato un tracciato nuovo completamente autostradale, che prevedeva anche una importante modifica all'uscita della A4 a Portogruaro.
Nel 1972 venne posata la prima pietra, e il 31 dicembre 1974 venne inaugurato il tratto A4 Portogruaro - Pordenone, che terminava sulla SS 251, con un incrocio. Negli anni seguenti in seguito all'aumento della popolazione di Pordenone, Sacile e Conegliano, grazie anche alla presenza dell'industria Zanussi-Electrolux con sedi sia a Porcia che Conegliano, il dibattito sul prolungamento della A28 fino all'A27 si fece sempre più vivo, anche se osteggiato dai trevigiani e dagli ambientalisti. Il prolungamento Pordenone-Conegliano, per 28,1 chilometri, venne comunque previsto da una legge del 1982, Piano decennale per la viabilità di grande comunicazione.
A seguito dell'approvazione del progetto del primo tratto Pordenone-Fontanafredda venne realizzata una nuova uscita (Pordenone - Interporto) per collegare il costruendo interporto di Pordenone all'autostrada al posto di un'area di servizio in località Villanova Vecchia di Pordenone e il raccordo autostradale Cimpello - Pian di Pan da parte dell'ANAS in quanto l'uscita di Pordenone Sud venne chiusa per permettere la realizzazione del sovrappasso alla SS 251.
Nel 1985 dopo numerose varianti di percorso vennero approvati i primi due lotti e partono i lavori: il primo, 24: Pordenone-Porcia, e il secondo, 25: Porcia-Fontanafredda ed il collegamento Fontanafredda - SS 13. Nel novembre 1986 vengono conclusi i lavori, ma a seguito di un crollo nel collaudo del ponte sul fiume Noncello l'autostrada rimase chiusa per indagini della magistratura e altri collaudi alle strutture, l'ANAS nel novembre 1988 conferma la corrispondenza dell'opera agli standard costruttivi richiesti. Il 1º agosto 1992 venne aperta al traffico una sola carreggiata a doppio senso di marcia nel tratto Porcia-Pordenone. Il progetto di massima del tratto Fontanafredda-Conegliano venne redatto nel febbraio del 1986 e, nel giugno dello stesso anno, approvato dall'ANAS. Il terzo lotto, 26, e il quarto, 27, con i relativi collegamenti Sacile Est con la provinciale 50 e Sacile ovest con la SS 13, vennero consegnati nel 1991 e l'autostrada inaugurata il 17 dicembre 1994.
Il progetto del tratto Sacile Ovest - innesto A27 venne redatto nel 1991, approvato dall'ANAS nel 1993, ma per problemi legati all'impatto ambientale ci fu il diniego della VIA, che è stata rifatta due volte con numerose varianti e riduzione dell'area di occupazione dell'autostrada. Infine è stato scelto il percorso originale del 1991 per il lotto 28, mentre per il lotto 29 un percorso simile all'originale, destando alcune polemiche in fase di VIA in quanto tagliava di netto la linea delle risorgive ed i Palù; non è stata costruita una area di parcheggio in località Ghebo/Fontanelle in piena area Palù subito prima dello svincolo dell'A27.
Le associazioni ambientaliste hanno proposto più di una volta un percorso più a Nord in affiancamento alla ferrovia con delle gallerie di sotto-attraversamento di Pianzano e Orsago: il problema del suddetto percorso era l'innesto con la A27 in quanto era troppo vicino all'uscita di Conegliano rendendo pericolose le entrate ed uscite, ed i costi delle gallerie dei centri abitati che richiedevano numerosi espropri e sistemi antiallagamento. Stessa cosa per un percorso Sud che sbuca in località Santa Maria del Piave, dove per altro è previsto un nuovo svincolo della A27 a servizio della popolazione locale.
Nel 2003 iniziarono i lavori del lotto 28, già assegnati nel 2001 e conclusi il 16 settembre 2006, con l'apertura da parte di Autovie Venete del tratto Sacile Ovest - Godega di Sant'Urbano. Il tratto venne chiuso il 1º settembre 2009. La chiusura di tale tratto è stata determinata dal ricorso effettuato dai cittadini di Pianzano al Consiglio di Stato per l'intensità del traffico in uscita dallo svincolo di Godega che intasava le vie del paese e l'assenza delle opere complementari. La bretella di collegamento con la SS13 Pontebbana che permette di evitare l'attraversamento del centro di Pianzano è stata inaugurata il 23 agosto 2010, ma senza la riapertura dell'autostrada. Il tratto autostradale venne riaperto il 23 ottobre 2010, ma senza lo svincolo di Godega di Sant'Urbano, che è rimasto chiuso fino al 10 dicembre, quando è stato completato e inaugurato il casello di Godega.
Tra il 2003 e il 2007 nel tratto autostradale Pordenone-Portogruaro venogno create 70 nuove piazzole di sosta ogni circa 500 metri e installate ogni 4 piazzole una colonnina SOS.
I cantieri dell'ultimo tratto iniziano nel 2007, dopo ben 3 VIA e numerose prescrizioni ambientali per evitare di distruggere i Palù, già gravemente rovinati dalle bonifiche degli anni '70. L'ultimo tratto Godega di Sant'Urbano - innesto A27 a Conegliano venne inaugurato il 23 ottobre 2010. L'apertura di questa tratta, solamente provenendo dalla A27, è stata anticipata nei weekend di agosto 2010 per permettere di evitare il tratto critico dell'autostrada A4 tra Mestre e Portogruaro nonostante i lavori non del tutto conclusi.

## L'autostrada oggi
L'autostrada è da due corsie più corsia d'emergenza, il tratto tra Fontanafredda e Cimpello funge anche da Tangenziale Sud per la città di Pordenone, riducendo drasticamente il traffico nel sud della città di Pordenone. Questa direttrice è in gestione alla società Società Autostrade Alto Adriatico, lungo l'itinerario sono presenti due aree di servizio: Gruaro e Porcia/Brugnera. Sulla tratta tra Azzano Decimo e Villotta in direzione Portogruaro sono presenti i dispositivi Safety Tutor per il controllo della velocità media. Sono obbligatorie le dotazioni invernali su tutta la tratta dal 15 novembre al 15 aprile.
La tratta da Sacile ovest (passato il casello di Cordignano) a Portogruaro è esente da pedaggio.

### Percorso
L'autostrada inizia dallo svincolo della A4 nelle vicinanze della Zona industriale di Portogruaro e prosegue per un intero tratto quasi rettilineo fino all'uscita di Cimpello seguendo lo stesso percorso della SS 251, ma bypassando i centri abitati. Da qui l'autostrada si distacca dal percorso della SS 251 e segue il percorso della SS 13 mantenendo una distanza superiore rispetto a quella tenuta dalla SS 251, rendendo quindi necessario alcune bretelle di collegamento (RA 16, Bretella di Fontanafredda, Sacile Est, Sacile Ovest, Variante di Pianzano). Subito dopo l'uscita di Cimpello l'autostrada sovrappassa il fiume Meduna attraverso un viadotto, successivamente ci sono le uscite Pordenone Interporto - Centro Ingrosso e Pordenone Sud. Dopo aver oltrepassato l'uscita di Pordenone l'autostrada non procede più in rettilineo e principalmente in viadotto superando il fiume Noncello e le risorgive di Porcia. L'uscita di Fontanafredda ricade interamente nel comune di Porcia, e il nome Fontanafredda deriva dal fatto che il tratto finale della bretella di Fontanafredda finisce a Ronche di Fontanafredda, a pochi passi dal confine comunale. Inoltre, l'uscita di Fontanafredda viene usata anche per collegare le due zone industriali di Porcia. Nel tratto tra Sacile Est e Sacile Ovest l'autostrada supera il fiume Livenza col viadotto più lungo della A28 (ben 1.140 metri). Superata la Barriera di Cordignano l'autostrada taglia perpendicolarmente i Palù attraverso dei terrapieni e termina a Conegliano ove si innesta sulla A27.

### Tabella percorso
| PORTOGRUARO - PORDENONE - CONEGLIANO |                                           |        |        |      |
| Tipo                                 | Indicazione                               | ↓km↓   | ↑km↑   | Area |
|                                      | Venezia - Trieste                         | 0      | 48,75  | VE   |
|                                      | Barriera di Portogruaro                   | 0,658  | 48,092 | VE   |
|                                      | Portogruaro                               | 1,08   | 47,67  | VE   |
|                                      | Area di servizio "Gruaro"                 | 1,200  |        | VE   |
|                                      | Sesto al Reghena                          | 4,692  | 44,058 | PN   |
|                                      | Villotta                                  | 8,672  | 40,078 | PN   |
|                                      | Azzano Decimo                             | 13,951 | 34,799 | PN   |
|                                      | Cimpello Raccordo Cimpello - Pian del Pan | 17,225 | 31,525 | PN   |
|                                      | Pordenone Interporto - Centro Ingrosso    | 20,449 | 28,301 | PN   |
|                                      | Area di Servizio dismessa                 | 20,449 | 28,301 | PN   |
|                                      | Pordenone                                 | 21,510 | 27,24  | PN   |
|                                      | Porcia                                    | 24,364 | 24,386 | PN   |
|                                      | Fontanafredda                             | 28,059 | 20,691 | PN   |
|                                      | Area di servizio "Porcia"                 | 29,300 |        | PN   |
|                                      | Area di servizio "Brugnera"               | 29,500 |        | PN   |
|                                      | Sacile Est                                | 31,129 | 17,621 | PN   |
|                                      | Sacile Ovest                              | 35,05  | 13,70  | PN   |
|                                      | Barriera di Cordignano                    | 36,428 | 12,322 | TV   |
|                                      | Godega di Sant'Urbano                     | 43,790 | 4,96   | TV   |
|                                      | Conegliano Venezia-Belluno                | 48,75  | 0      | TV   |